# 국군화생방방호사령부
국군화생방방호사령부(國軍化生放防護司令部, The Armed Force CBR Defense Command)는 군의 화생방 방호와 관련된 작전 및 그 지원에 관한 업무를 관장하고 연합 및 합동작전과 대국민 화생방 방호에 필요한 지원을 위하여 설치된 대한민국 국방부 직할 기능사령부이다. 서울특별시 서초구에 본부를 두고 있다.

## 역사
1988년 7월 1일 수도방위사령부(이하 수방사) 제1화학단으로서 창설되었다. 이후 여단으로 개편되었다가, 1999년 6월 1일 육군화생방방호사령부로 승격되어 수방사 예하의 모든 화학부대를 통솔하게 되었다. 또한 이 영향으로 합동참모본부에 화생방과가 새로이 개설되었다.
2002년 2월 1일, 국방부가 2002년 FIFA 월드컵 개최로 일어날 수 있는 화생방 테러에 대비하기 위해 육군화생방방호사령부를 국방부 직할의 국군화생방방호사령부로 개편하면서 해군과 공군의 화생방 부대가 국군화생방방호사령부에 통합되었다. 2년 후인 2004년 8월에 국군의 화생방 방호 능력이 충분히 완비되었다고 판단됨에 따라 주한 미군의 10대 군사 임무 중 하나인 화생방 방호 임무가 대한민국 국군으로 이관되었다.

## 같이 보기
- 육군화생방학교
- 대량살상무기

## 참고
1. ↑  “北화학전 대비 `화생방 방호사령부' 창설”. 1998년 8월 21일. 2014년 3월 11일에 확인함.
2. ↑  “화생방 작전의 새로운 신화 국군화생방방호사령부” (PDF). 2014년 3월 11일에 확인함.
3. ↑  “미군 10대 군사임무, 한국군 전환 완료”. 공감코리아. 2008년 9월 26일. 2014년 3월 11일에 확인함.

- “국군화생방방호사령부령”. 국가법령정보센터. 2023년 7월 15일에 확인함.
- 김종원 (2013년 1월 5일). “부대 연혁·마크　”. 국방일보. 2019년 8월 24일에 원본 문서에서 보존된 문서. 2015년 2월 22일에 확인함.